# Sawica
Sawica (w górnym biegu Sasek) – rzeka, lewy dopływ Omulwi o długości 53,52 km.
Zlewnia Sawicy znajduje się w granicach mezoregionów – Pojezierza Mazurskiego i Równiny Mazurskiej. Rzeka przepływa głównie przez tereny gmin Szczytno i Wielbark. Płynie m.in. przez miejscowości: Sędańsk, Sasek Wielki, Kucbork i Wielbark.
W 2002 roku stan czystości wód Sawicy był zróżnicowany. W początkowych odcinkach wody rzeki odpowiadały II klasie czystości. W kolejnych jakość wody systematycznie się obniża, a w miejscu ujścia do Omulwi woda jest w III klasie czystości. Dwoma głównymi czynnikami wpływającymi na czystość rzeki jest przepływanie przez jezioro Sasek Mały, oraz ujście Kanału Domowego. Jezioro Sasek Mały jest jeziorem o wodach pozaklasowych, silnie zeutrofizowanych. Poprzez Kanał Domowy natomiast odprowadzane są ścieki komunalne ze Szczytna. Są one oczyszczane mechaniczno biologicznie i po chemicznym strącaniu fosforu, stosowanym w razie potrzeb, jednak w znacznym stopniu zanieczyszczają Sawicę.